# Distretto di Tha Yang
Il distretto di Tha Yang (in thailandese: ท่ายาง) è un distretto (amphoe) della Thailandia, situato nella provincia di Phetchaburi.